# Wina argentyńskie
Wina argentyńskie – wina produkowane na terenie Argentyny. Argentyna jest (1990-2011) piątym producentem wina na świecie, z roczną produkcją około 15 mln hl. Winnice uprawiane są przede wszystkim w zachodniej części kraju, między 25. a 40. równoleżnikiem.

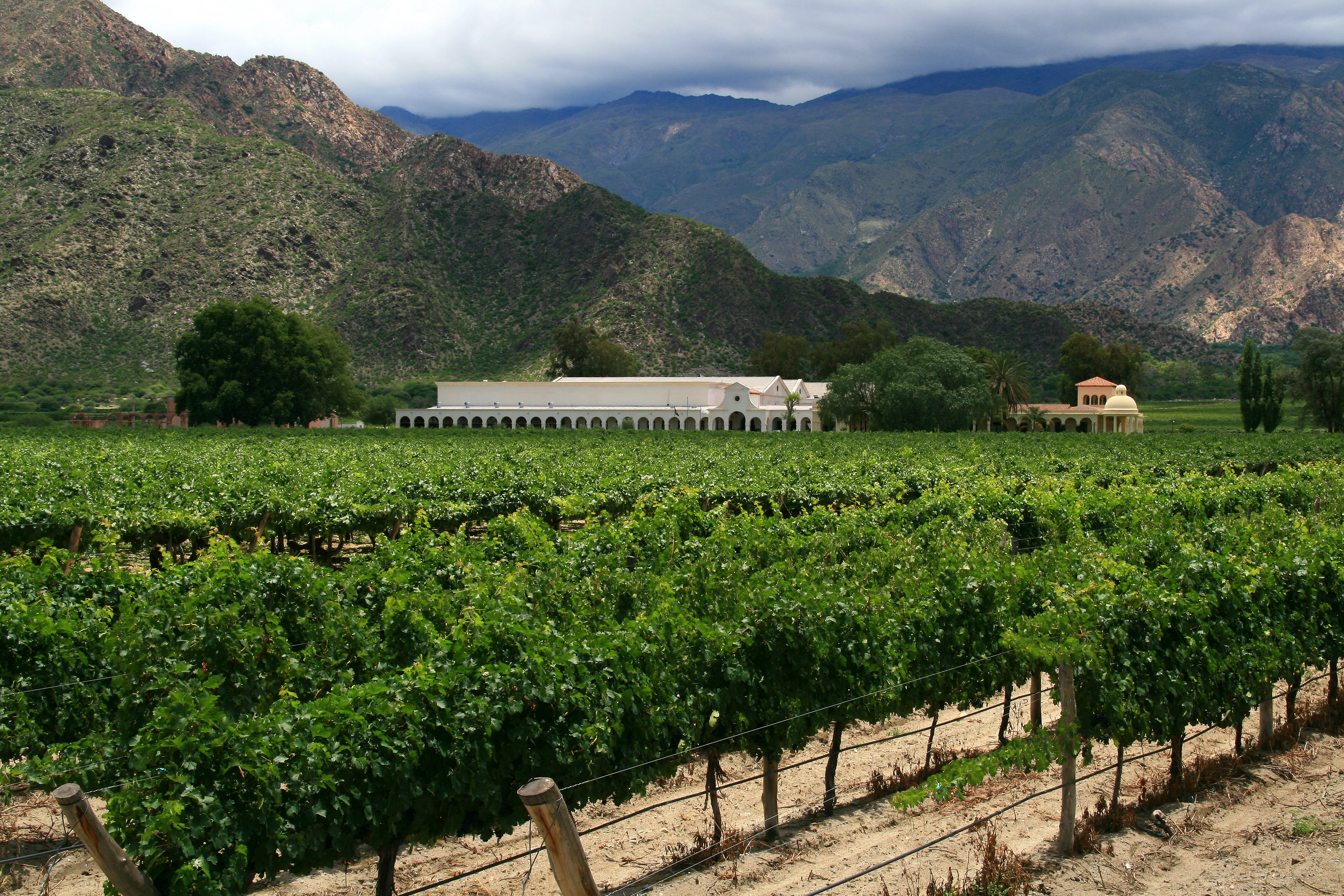
Winnice w Salta

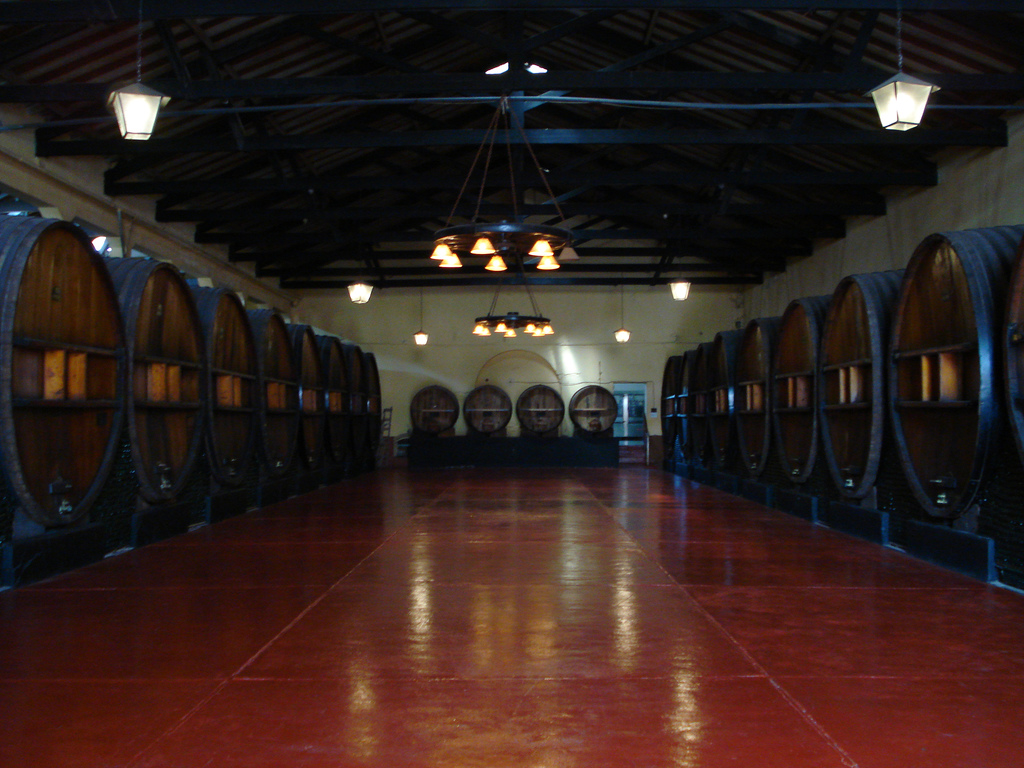
Piwnica do przechowywania wina w prowincji Mendoza

## Historia
Winna latorośl po raz pierwszy została przywieziona do Argentyny przed 1577 roku, kiedy to podczas kolonizacji Ameryki Południowej ksiądz Juan Cidrón założył winnicę Santiago del Estero. W ciągu następnych lat winnice były zakładane przez jezuitów w wielu częściach kraju, tak iż w końcu wino produkowano w całej Argentynie. Rewolucja winiarskia miała miejsce w kraju około roku 1870, kiedy to przedsiębiorczy mieszkańcy i imigranci rozpoczęli uprawy odmian sprowadzonych z Chile i z Europy. Leopoldo Suarez przywiózł sadzonki aż 600 szczepów z ważniejszych regionów winiarskich Starego Kontynentu.

## Wina
Argentyńscy producenci nastawiają się nadal bardziej na wolumen produkcji, niż na jakość wina. Winiarzy nastawiających się na eksport i spełnienie oczekiwań międzynarodowych odbiorców jest stosunkowo niewielu. 90% wina jest przeznaczone na potrzeby krajowe. W 2010 Argentyńczycy wypili szacunkowo 9,8 mln hl wina, co na osobę stanowi 23,5 l. Skrajnie suchy klimat kraju sprawia, że większość winnic jest nawadniana, co negatywnie odbija się na jakości wina. Instalacje nawadniające wykorzystują wodę spływającą z Andów i prowadzoną dalej kanałami. 
Ze względu na dewaluację argentyńskiego peso w 2002, wywołaną kryzysem finansowym, koszty pracy uległy znaczącemu obniżeniu. Niski kurs waluty sprzyjał napływowi odwiedzających i rozwojowi turystyki winiarskiej, ale zwiększał koszty beczek i technologii winiarskich.

## Regiony i ich wina

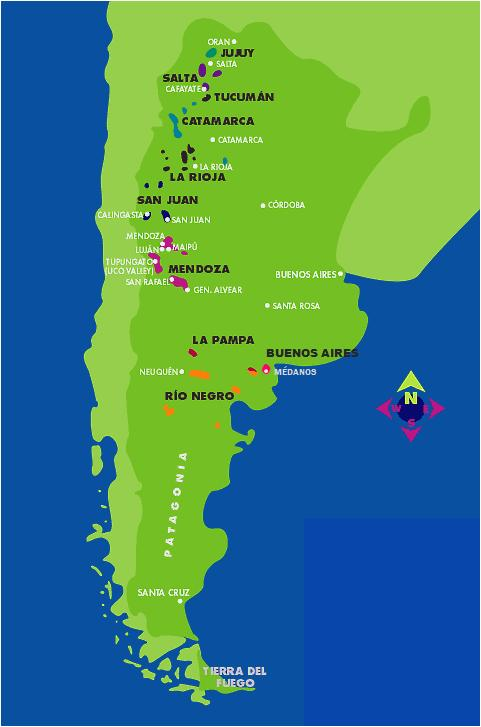
Najważniejsze regiony uprawy winorośli

Na terenie Argentyny uprawia się liczne odmiany winogron. Większość szczepów przywieźli ze sobą imigranci z Europy: Francji (czerwony malbec), Włoch (odmiany piemonckie i toskańskie - barbera, sangiovese) oraz Hiszpanii (białe torrontés i czerwone tempranillo. Popyt na masowe wina jest zaspokajany uprawami odmian criolla i cereza, które były znane w Argentynie już w XVI wieku. 
Prowincja Mendoza produkuje około trzy czwarte krajowego wina. Charakterystyczne dla niej są wina czerwone, produkowane ze szczepu malbec, a w dalszej kolejności doskonałe cabernet sauvignon oraz tempranillo, barbera. sangiovese, syrah i pinot noir. Wśród eksportowanych białych win dominuje chardonnay, często starzony w beczkach. Inne to chenin blanc, johannisberg riesling i muscat. Winorośl jest powszechnie uprawiana na wysokości 1000 m, a istnieją winnice położone na więcej niż 1500 m. Najwyższa znana uprawa leży aż na 3015 m n.p.m. Dla porównania: w Europie górną granicę stanowi około 500 m, z nielicznymi wyjątkami.
Położona na północ od Mendozy prowincja San Juan dostarcza dużej ilości win na rynek krajowy. Znaczną rolę odgrywa także uprawa winorośli na koncentrat soku winogronowego. Sąsiednia La Rioja była prawdopodobnie kolebką winiarstwa argentyńskiego, ale tutejsze utlenione wina o wysokim poziomie alkoholu nie wyróżniają się.
Wina z położonego na północnym zachodzie kraju regionu Salta konkurują z wyrobami z Mendozy. Cenione jest tutejszy cabernet sauvignon i torrontés. Duży, choć słabo wykorzystany potencjał ma chłodniejszy region Rio Negro, w którym znajduje się niecałe 5% argentyńskich winnic, produkujących przede wszystkim czerwone wina jednoszczepowe. Dobrze udają się tutaj również sauvignon blanc i chenin blanc.
Winogrona z regionu Catamarca są z reguły przerabiane na brandy. 